# Emmanuelle Rol
Emmanuelle Rol (Lausana, 6 de agosto de 1986) es una deportista francesa que compitió para Suiza en vela en la clase 470. Ganó dos medallas en el Campeonato Europeo de 470, oro en 2010 y plata en 2008.

## Palmarés internacional
| \| Representando a Suiza \| \| \| \| \| Campeonato Europeo \| \| \| \| \| Año \| Lugar \| Medalla \| Clase \| \| 2008 \| Riva del Garda (Italia) \| Medalla de plata \| 470 \| \| Representando a Francia \| \| \| \| \| Campeonato Europeo \| \| \| \| \| Año \| Lugar \| Medalla \| Clase \| \| 2010 \| Estambul (Turquía) \| Medalla de oro \| 470 \| |                         |                  |       |
| Representando a Suiza |                         |                  |       |
| Campeonato Europeo |                         |                  |       |
| Año | Lugar                   | Medalla          | Clase |
| 2008 | Riva del Garda (Italia) | Medalla de plata | 470   |
| Representando a Francia |                         |                  |       |
| Campeonato Europeo |                         |                  |       |
| Año | Lugar                   | Medalla          | Clase |
| 2010 | Estambul (Turquía)      | Medalla de oro   | 470   |